# 德夫莱斯-埃斯巴赫
德夫莱斯-埃斯巴赫是德国巴伐利亚州的一个市镇。总面积3.83平方公里，总人口3636人，其中男性1755人，女性1881人（2011年12月31日），人口密度949人/平方公里。